# Coventry Climax
Coventry Climax je bio britanski prozvođač vatrogasnih pumpi, viličara i trkaćih i drugih motora.
Tvrtka je osnovana 1903. kao Lee Stroyer, ali je dvije godine kasnije, nakon odlaska Stroyera, preseljna u Paynes Lane u Coventry, te je primenovana u Coventry-Simplex. Henry Palham Lee je kupio tvrtku 1919., te je preimenovao u Coventry Climax Engines. Njegov sin Leonard Pelham Lee, kasnije se pridružio kompaniji. Tijekom 1920-ih, tvrtka je preselila sjedište u Friars Road, a 1930-ih počinje s proizvodnjom motora za autobuse.
Zatvaranjem tvrtke Swift Motor Co. 1931., ostala je velika zaliha motora koji su pretvoreni u pogon električnih generatora, dajući Climaxu ulazak na novo tržište. To je dovelo do razvoja vatrogasnih pumpi i "Godiva" koji je tijekom Drugoga svjetskog rata imao široku primjenu. Kako su druge automobilske tvrtke preuzele vlastitu proizvodnju motora, tvrtka je tražila druga tržišta koja su je vodila na razvoj vatrogasnih pumpi za prikolice, koja je postala standardna oprema za civilnu obranu i oružane snage.
U kasnim 1940-im tvrtka se odmaknula od automobilskih motora na druga tržišta, uključujući dizelske motore za brodove, protupožarne pumpe i viličare. Godine 1946. najavljen je ET 199, za koji je tvrtka tvrdila da je bio prvi britanski proizvodni viličar.
Godine 1954. tvrtka započinje proizvodnju motora za trkaće automobile, a dvije godine nakon sudjeljuju u Formuli 2 kao dobavljači motora. U Formuli 1 prvi put su nastupili 1957. Te sezone motorima su opskrbljivali britansku momčad Cooper Car Company, kao i druge momčadi koje su koristile Cooperovu šasiju.